# RBFOX3
RBFOX3 (англ. RNA binding protein, fox-1 homolog 3) – білок, який кодується однойменним геном, розташованим у людей на короткому плечі 17-ї хромосоми. Довжина поліпептидного ланцюга білка становить 312 амінокислот, а молекулярна маса — 33 873.
| 10         |  | 20         |  | 30         |  | 40         |  | 50         |
| ---------- |  | ---------- |  | ---------- |  | ---------- |  | ---------- |
| MAQPYPPAQY |  | PPPPQNGIPA |  | EYAPPPPHPT |  | QDYSGQTPVP |  | TEHGMTLYTP |
| AQTHPEQPGS |  | EASTQPIAGT |  | QTVPQTDEAA |  | QTDSQPLHPS |  | DPTEKQQPKR |
| LHVSNIPFRF |  | RDPDLRQMFG |  | QFGKILDVEI |  | IFNERGSKGF |  | GFVTFETSSD |
| ADRAREKLNG |  | TIVEGRKIEV |  | NNATARVMTN |  | KKTGNPYTNG |  | WKLNPVVGAV |
| YGPEFYAVTG |  | FPYPTTGTAV |  | AYRGAHLRGR |  | GRAVYNTFRA |  | APPPPPIPTY |
| GAVVYQDGFY |  | GAEIYGGYAA |  | YRYAQPAAAA |  | AAYSDSYGRV |  | YAAADPYHHT |
| IGPAATYSIG |  | TM         |  |            |  |            |  |            |

A: Аланін

D: Аспарагінова кислота

E: Глутамінова кислота

F: Фенілаланін

G: Гліцин

H: Гістидин

I: Ізолейцин

K: Лізин

L: Лейцин

M: Метіонін

N: Аспарагін

P: Пролін

Q: Глутамін

R: Аргінін

S: Серин

T: Треонін

V: Валін

W: Триптофан

Задіяний у таких біологічних процесах, як процесинг мРНК, сплайсинг мРНК, альтернативний сплайсинг. 
Білок має сайт для зв'язування з РНК. 
Локалізований у цитоплазмі, ядрі.